# Pedaliodes pharnaspes
Pedaliodes pharnaspes är en fjärilsart som beskrevs av William Chapman Hewitson 1874. Pedaliodes pharnaspes ingår i släktet Pedaliodes och familjen praktfjärilar. Inga underarter finns listade i Catalogue of Life.